# Kecamatan Panengahan
Kecamatan Panengahan är ett distrikt i Indonesien.   Det ligger i provinsen Lampung, i den västra delen av landet, 130 km väster om huvudstaden Jakarta.